# Harm Ottenbros
Harm Ottenbros (Alkmaar, 27 juni 1943 – Strijen, 4 mei 2022) was een Nederlands wielrenner.
Het grootste succes van zijn loopbaan behaalde hij in 1969 toen hij in Zolder wereldkampioen werd. In de sprint versloeg hij verrassend de Belg Julien Stevens. Ottenbros beleefde weinig plezier aan zijn wereldtitel. In 1970 kreeg hij last van een blessure en omdat het peloton tegen hem reed, bleven verdere successen uit.
Toen Ottenbros zijn carrière beëindigde wilde hij niets meer met wielrennen te maken hebben. Hij gooide zijn fiets zelfs van de Zeelandbrug in de Oosterschelde tijdens een item in televisieprogramma Het Gat van Nederland in het gezelschap van Gerrie Knetemann. Jaren later ging hij met Bureau Sport terug naar de plek om de fiets weer op te vissen en terug te kijken. De fiets werd echter niet teruggevonden.
Na zijn wielercarrière gooide Ottenbros het over een andere boeg. Hij liet zijn baard staan, woonde een tijdlang in een kraakpand ("Daar werd ik pas mens, daarvoor was ik wielrenner") en werd beeldhouwer.
Pas de laatste jaren liet hij zich weer zien in het wielerwereldje.
Ottenbros overleed op 78-jarige leeftijd.

## Belangrijkste overwinningen
1962
Dorpenomloop Drenthe
1967
1ste, Etappe 5, Ronde van Zwitserland
1968
1ste, Etappe 3b, Ronde van Zwitserland
1969
1ste Wereldkampioenschap wielrennen op de weg
1ste, Etappe 2, Ronde van België
1ste, Puntenklassement
1970
1ste, Etappe 2, Ronde van Luxemburg
1972
1ste, GP Stad Vilvoorde

## Resultaten in voornaamste wedstrijden
| Jaar | Ronde van Italië | Ronde van Frankrijk | Ronde van Spanje |
| ---- | ---------------- | ------------------- | ---------------- |
| 1967 | opgave           |                     |                  |
| 1968 |                  | opgave              |                  |
| 1969 |                  | 78e                 | 38e              |
| 1970 |                  | 78e                 |                  |
| 1971 |                  |                     |                  |
| 1972 |                  |                     |                  |
| 1973 |                  |                     |                  |
| 1974 |                  |                     |                  |
| 1975 |                  |                     |                  |
| 1976 |                  |                     |                  |

| Jaar | Milaan-San Remo | Gent-Wevelgem | Ronde van Vlaanderen | Amstel Gold Race | Waalse Pijl |  | WK op de weg |  | Wereldranglijsten |
| ---- | --------------- | ------------- | -------------------- | ---------------- | ----------- |  | ------------ |  | ----------------- |
| 1967 |                 |               |                      | 27e              | 38e         |  |              |  |                   |
| 1968 | 23e             |               | 45e                  | 16e              |             |  | opgave       |  |                   |
| 1969 |                 | 7e            |                      | 13e              |             |  | ↑            |  | 10e (SPP)         |
| 1970 |                 |               |                      |                  |             |  | 20e          |  |                   |
| 1971 |                 |               |                      |                  |             |  |              |  |                   |
| 1972 |                 | 31e           |                      |                  |             |  | opgave       |  |                   |
| 1973 |                 |               |                      |                  |             |  |              |  |                   |
| 1974 |                 |               | 56e                  |                  |             |  |              |  |                   |
| 1975 |                 |               |                      |                  |             |  |              |  |                   |
| 1976 |                 | 60e           |                      |                  |             |  |              |  |                   |

## Ploegen
- 1967 - Willem II-Gazelle
- 1968 - Willem II-Gazelle
- 1969 - Willem II-Gazelle
- 1970 - Willem II-Gazelle
- 1971 - Gazelle
- 1972 - Wybert-Läkerol
- 1973 - Kela Tapijt
- 1974 - Frisol-Flair Plastics
- 1975 - Frisol-G.B.C.
- 1976 - Ormas-Sharp

## Trivia
Ottenbros werd vanwege zijn matige klimprestaties wel half-spottend "de adelaar van Hoogerheide" genoemd, enerzijds een verwijzing naar de snelle klimmer Federico Bahamontes ("de adelaar van Toledo"), anderzijds een verwijzing naar zijn toenmalige woonplaats.

## Necrologie
'Het eeuwige leven: Harm Ottenbros (1943-2022)', De Volkskrant 22 mei, pag. 30 (Bart Jungman)
Wielerploegen van Harm Ottenbros
Alaimo ·
Allan ·
Becker · 
Beurskens ·
Blok · 
De Bisschop ·
Duijndam ·
F. den Hertog ·
N. den Hertog ·
Hulzebosch ·
Kamper ·
van Katwijk ·
van der Meijden ·
Ottenbros ·
Poppe ·
Priem ·
H. Prinsen ·
W. Prinsen ·
Schoeters ·
Segers ·
Smit ·
van Tol ·
de Vlam ·
Westrus
David Allan ·
Donald Allan ·
De Bisschop ·
De Cauwer ·
van Dongen ·
F. den Hertog ·
N. den Hertog ·
Hulzebosch ·
Kamper ·
van Katwijk ·
Koken ·
Kuiper  ·
Martins ·
Mendes ·
Ottenbros ·
Poppe ·
Priem ·
Prinsen ·
Reybrouck ·
Smit ·

Van Braeckel ·
Van Neste
- Gemeinsame Normdatei: 1256956120
- Virtual International Authority File: 8645165272442010690008